# いまのまい
いまの まい（いまの まい、1973年6月3日 - ）は、日本の歌手、プロデューサー、ラジオDJ。神奈川県足柄下郡出身。西湘高等学校卒業。血液型O型。かつては「今野 舞」名義でも活動していた。

## 略歴・人物
幼児期より子役として活動。
（「杉良太郎実践塾」(のちに「杉塾」）第一期生）
杉良太郎主演の時代劇や、TBS系連続ドラマ『うちの子にかぎって』などに出演。
現在も歌手として活躍中。
1970年代から1980年代のニューミュージックやアイドルソングに詳しく、工藤静香、中森明菜、森川美穂、伊藤美紀、伊藤智恵理、姫乃樹リカ、八神純子、山口百恵などをよくカバーしている。
男性では近藤真彦の大ファン。山口百恵を尊敬している。

## 主な芸歴
杉良太郎実践塾（杉塾）
一期生として入塾。
杉良太郎主演舞台やテレビ時代劇などに子役として多数出演。
文化放送・スターは君だ!
田村英里子や栗原冬子、羽田惠理香などとエントリー。
ミス・キャンディ・オーディション
桜井幸子、PumpKinの小川真澄などとエントリー。
一般審査員をしていたミニコミ誌から声がかかり、新宿ビブランシアターのイベントライブで、歌手兼アシスタントとして出演する。
渋谷・道玄坂　IMONストリートオーディション
初登場で、週チャンピオンになり、グランドチャンピオン大会に進む。
第13回グランドチャンピオンとなり、以後レギュラー出演。
NIPPONアイドル探偵団
ビデオ版(Vol.1-4)に出演。
いまのまいFIRST LIVE～Mai Revolution～
グリーンホール相模大野にて開催。
いまのまいSECOND LIVE～Mai Expression～
グリーンホール相模大野にて開催。
君の夢の味方
原宿ホコ天ライブイベント「君の夢の味方」で、高野香代子、渡辺美保と「うきうき」という3人組でレギュラー兼司会。
NO BRAND
原宿ホコ天ライブイベント「NO BRAND」にレギュラー出演。このイベントには桃井はるこも出演。
バンド ｢MINE」
ボーカルとして、地元・小田原や、本厚木のライブハウスなどで活動。
山下久美子やMr.Childrenなどをカバーしたほか、オリジナル曲「ずっと、2人で…。」「STILL｣ 「MINE」｢いちばんちいさな海」「Loving You」などをカセットで発売。
エルフのクリスマス
クリスマスソングのオムニバスとラジオドラマを合成したCD（NECアベニューより発売）。（最初のセリフがいまのである。）
Dance & Rock Band Groove「MOONRISE」
ボーカルとして活動(1998-2000年)
主に、池袋Live Garage Admでライブ活動。
道都大学学園祭・東京女子大学学園祭に出演。
東京湾アクアライン・海ほたるパーキングエリアでの野外ライブイベント「LIVE ON THE WAVES 2000」などを企画開催出演。
Mai.Imano Band Project「Baby Breath Variation」
ボーカルとして、関東・関西でライブ活動。多数のミュージシャンと共演。(2001年9月-2016年3月)
2003年11月、CD「恋心～koigokoro～」発表。
新世代アイドル道場（略してSID）
プロデューサーとして後進の育成を行っていた。(2004年5月-2009年12月)
懐かしのアイドルソングの巻(1st.Season→2nd.Season)→懐かしアイドルdeナイト
1980年代から1990年代の女性アイドルの曲を歌うライブをプロデュースし、定期的に開催するとともに自らも出演している。（2005年10月-2008年7月/2011年5月-2013年1月/2019年8月-）
三十路エンタメ集団「完熟娘。」
プロデューサー兼リーダーとして活動。(2008年8月-2011年10月)
2009年6月10日、CD「収穫祭」発売。
FMおだわら GOOD DAY!ODAWARA
月曜→火曜→木曜パーソナリティを担当。 (2009年8月3日-2020年3月)
男女ツインボーカルロックバンド「Chalaza」
ボーカルとして活動。(2013年6月2日-活動休止)
80～90年代アイドルソングユニット「昭和とらいあんぐる」
ボーカルとして活動中。(2016年3月25日-)
FMおだわら まいのアイドルメモリーズ
「GOOD DAY!ODAWARA」内で1コーナーとして、2009年8月3日より続いていたコーナーを単独1時間番組(毎週木曜日21時～)として再スタートし、パーソナリティを担当中。 (2020年4月2日-)

## 作品

### CDシングル
- 北の米しぐれ(笹にしき)・恋は米ブレンド(外米シスターズ) (城南電気限定販売 1994年4月29日)
- ごめんね 古里～川口緑愁歌～/小雨の樹里安通り(埼玉県川口観光応援ソング 2016年7月1日)

### CDアルバム
- エルフのクリスマス (NECアベニュー 1993年12月1日)
- 恋心～Koigokoro～/Baby Breath Variation (自主レーベル 2003年11月10日)
- 収穫祭 (R2 RECORDS/エイベックス・マーケティング 2009年6月10日発売) - 真熟娘（完熟娘。）として
- CONCEPTION/Chalaza(自主レーベル 2015年3月1日)
- 昭和とらいあんぐるⅠ永遠のトリル/昭和とらいあんぐる(自主レーベル 2022年10月21日)

### ビデオ
- ビデオNIPPONアイドル探偵団(Vol.1～Vol.4) (JICC出版局 1989年)
- 平成ハレンチ学園 (ギャガ・コミュニケーションズ 1996年2月2日)
- いまのまいFIRST CONSERT「Mai Revolution」(自主レーベル)
- いまのまいLIVE VIDEO(Vol.1～Vol.4)(T-PLANING)

## メディア

### テレビ
- 同心暁蘭之介(フジテレビ系列)
- 右門捕物帖(日本テレビ系列)
- うちの子にかぎって(TBS系列)
- ちびっこ歌まね大賞(テレビ東京)
- ディズニークラブ(テレビ朝日)
- 北条祭り(小田原ケーブルテレビ)
- LIVE ON THE WAVES 2000(木更津ケーブルテレビ)
- 演歌街道(テレビ埼玉)

### インターネットテレビ
- 山本晋也のランク10国(2009年4月15日-)

（完熟娘。「三十路エンタメ集団「完熟娘。」in 歌舞伎町ハイジアライブ」）

### ラジオ
- ウッチャンナンチャンのオールナイトニッポン (ニッポン放送)
- 全日本歌謡選抜 (文化放送)
- おじょう組 (茨城放送 1995年)
- FM K-City公開番組
- マジックパラダイスラジオ(金曜レギュラー) (イセハラエフエム放送 2005年4月-12月)
- DJ Tomoaki's Radio Show! (下北FM 88.8MHz 2006年)
- 演歌最前線 (山口放送 2005年8月)
- GOOD DAY! ODAWARA（ゲスト出演） (FMおだわら 2009年6月10日)
- GOOD DAY! ODAWARA（パーソナリティ） (FMおだわら 2009年6月24日)
- GOOD DAY! ODAWARA（月曜→火曜→木曜パーソナリティ） (FMおだわら 2009年8月3日-)
- 完熟娘。のメゾン・ド・完熟（パーソナリティ） (FMおだわら 2009年-2010年)
- まいのアイドルメモリーズ☆B面（パーソナリティ/昭和とらいあんぐる） (FMおだわら 2018年4月-2020年3月)
- まいのアイドルメモリーズ（パーソナリティ） (FMおだわら 2020年4月2日-)

### 雑誌
- Logout
- 投稿写真
- Candy
- 月刊平凡(1987年11月号)
- Mr.Bike
- Champ U
- 恋時間(2006年6月号)
- 日経トレンディ
- エイベックス無料音楽情報電子マガジン「beatfreak」(256-02号/完熟娘。CD「収穫祭」告知&インタビュー)
- エンタテイメントDash(2009年7月号/完熟娘。)
- 週刊プレイボーイ(2009年11月9日号/完熟娘。)

### 舞台
- 杉良太郎特別公演 
  - 花と龍・瞼の母 (明治座 1982年10月)
  - 無法松の一生 (新歌舞伎座 (大阪) 1983年7月)
  - 旅鴉半次郎 ふりむけば夕陽・花と龍 (御園座 1983年8月)
  - 拝領妻始末・遠山の金さん江戸のおらんだ囃子・杉良太郎オンステージ (明治座 1983年11月～12月)
  - 遠山の金さん江戸のお告げ師・拝領妻始末・杉良太郎オンステージ (新歌舞伎座 (大阪)1984年6月～7月)
  - 無法松の一生・杉良太郎オンステージ (明治座 1984年8月)

- 劇団ファイカンパニー
  - 八月のバラ (目黒福祉センターホール 1999年5月)

## 特記事項
- 伊藤智恵理の20周年ライブを客席で観覧していたところ、アンコールで「パラダイス・ウォーカー」を歌唱中に客席に降りてきた伊藤本人にマイクロフォンを向けられたため、一緒に歌ったという。
- 三軒茶屋にあったライブハウス「欽こん館」にて定期的にライブを行い、時には他事務所の筒井稚美と合同で開催したこともあった。